# Sorrow (Van Gogh)
Pour les articles homonymes, voir Sorrow.
Sorrow est un dessin réalisé par Vincent van Gogh en 1882. Il représente une femme enceinte nue et accroupie, reposant sa tête entre ses bras. 

## Contexte de création de l'œuvre
Le dessin a été réalisé par Vincent Van Gogh deux ans après qu'il a décidé de devenir artiste. On y voit une femme enceinte âgée de 32 ans, nue et accroupie. Il s'agit de Clasina Maria Hoornik, plus couramment connue sous le nom de Sien, la maîtresse de l'époque de Van Gogh. "Sorrow" est largement reconnu comme un chef-d'œuvre témoignant du talent de dessinateur de Van Gogh, et comme l'aboutissement de l'apprentissage artistique chaotique de l'artiste.
Le dessin est actuellement conservé au sein de la Garman Ryan Collection à la New Art Gallery Walsall. Dans le passé, il a fait partie de la collection de l'artiste Sally Ryan, et était accroché au mur de sa suite permanente dans l'hôtel Dorchester à Londres.
Sorrow est numéroté F929a dans le catalogue raisonné des œuvres de Van Gogh réalisé par Jacob Baart de la Faille.
Le dessin fait partie de la série d'œuvres de Van Gogh où Sien Hoornik apparaît comme modèle. Il est mentionné dans plusieurs lettres écrites par Van Gogh, qui semble l'avoir tenu en grande estime, puisqu'il le considère comme l'un de ses travaux importants et comme « la meilleure figure que j'ai dessinée ». 
Dans une lettre de juillet 1882, Van Gogh écrit : « Je veux faire des dessins qui touchent les gens. Sorrow est un premier pas [...] il contient quelque chose qui vient directement de mon esprit ».

## Relation avec Sien
Van gogh rencontre Clasina Maria Hoornik (surnommée « Sien ») dans les rues de La Haye en janvier 1882, alors qu'elle s'y promène avec sa petite fille de cinq ans, Maria Wilhelmina. Sien est pauvre et enceinte, elle souffre alors d'addictions à l'alcool et au tabac, et se prostitue. Van Gogh la prend sous son aile pendant environ un an, entre 1882 et 1883, par sens du devoir et par compassion dit-il. Sien Hoornik envisage quant à elle cette relation comme une solution de convenance face à une situation difficile.
Van Gogh écrit qu'il avait envisagé de l'épouser dans une lettre du 16 mai 1882 écrite à son frère Théo.  
En juillet 1882, Sien Hoornik donne naissance à un garçon, Willem, à la maternité de Leiden. Après la naissance, le couple déménage dans un appartement. C'est une période heureuse pour Van Gogh, mais au début de l'année 1883, Sien se remet à boire et à se prostituer. L'appartement devient sordide et leur relation se détériore, comme en témoignent les lettres de Van Gogh. Le peintre a énormément de difficultés à supporter Sien et ses enfants et le couple se sépare en septembre 1883. Van Gogh quitte l'appartement pour aller poursuivre sa carrière. En 1904, Clasina Maria Hoornik se suicide par noyade en se jetant dans l'Escaut.

## Symbolisme
Sorrow a probablement été dessiné au printemps 1882, entre la rencontre de Van Gogh avec Sien en janvier, et la naissance du fils de Sien en juillet. Le 10 avril 1882, Vincent Van Gogh évoque le dessin dans une lettre à son frère Theo. La présence de fleurs printanières au premier plan du dessin soutiennent l'hypothèse de cette datation. Le dessin est souvent décrit comme assez morne, et la présence des fleurs évoque une potentielle rédemption.
Van Gogh décrit Sien comme une femme effrayée par la vie, et il fait un parallèle entre ses portraits de Sien et les dessins qu'il réalise d'arbres ancestraux ravagés par la nature, comme Les racines (1882). Il écrit à ce propos:
« je voulais exprimer quelque chose relevant de la lutte pour la vie, aussi bien dans cette silhouette féminine blanche et élancée que dans ces racines noueuses noires et leurs nœuds. ».  
Une citation du livre La Femme de Jules Michelet (1860) est inscrite sur le dessin "Comment se fait-il qu'il y ait sur la terre une femme seule, délaissée?" . Cette phrase nous éclaire sur les thématiques abordées par Van Gogh dans ses premières œuvres et sur sa conviction que la pauvreté est à la source de nombreux maux, comme la prostitution par exemple.

## Versions alternatives

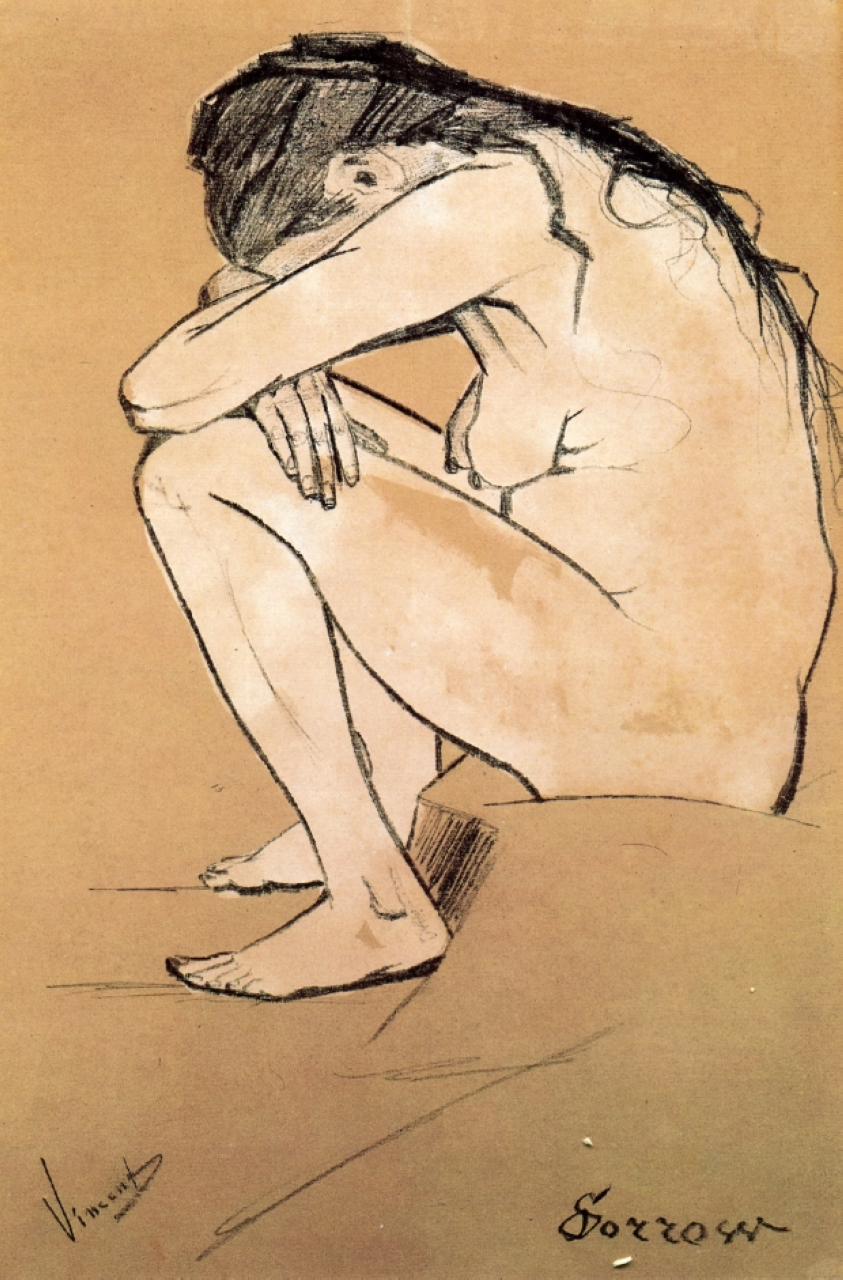
La version perdue (F929).
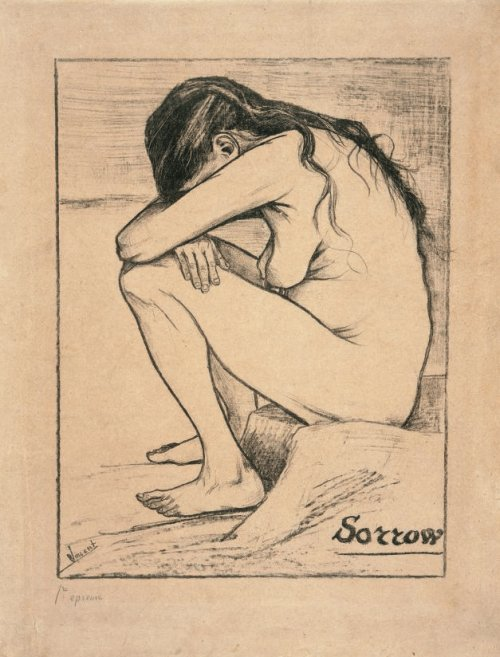
Une lithographie de Sorrow (F 1655, JH 259).

Il existe quatre version de Sorrow datant d'à peu près mi-avril 1882. Van Gogh réalise l'original et deux autres versions à partir de feuilles qui ont été placées sous l'original puis retravaillées par la suite.
Dix jours après avoir réalisé l'original, Van Gogh dessine une version plus grande de la même œuvre dont deux exemplaires ont subsisté jusqu'à ce jour. Cette version grand format est évoquée par Vincent Van Gogh dans une lettre à son frère Theo datée du 1er mai 1882, où il écrit :
« J´ai maintenant terminé deux dessins plus grands. Le premier est Sorrow, en plus grand format, avec la silhouette seule sans décor. Mais la pose a été quelque peu modifiée, les cheveux ne descendent plus en bas du dos mais vers l'avant, et sont en partie tressés. Cela dégage l'épaule, la nuque et le dos. Et la silhouette a été dessinée avec plus d´attention. »
La localisation de cette version alternative est inconnue à ce jour, et il se peut qu'elle n'existe plus.
Un autre des dessins, lequel a été envoyé à son frère  comme mentionné dans une lettre du 10 avril 1882, est considéré comme perdu.
Des lithographies de Sorrow sont conservés au musée Van Gogh d'Amsterdam (qui détient deux copies) et au Museum of Modern Art de New-York,, la dernière lithographie a été imprimée par J. Smulders & Cie. originaire de La Haye.